# Константа Ганша
Константа Ганша (англ. Hansch constant) — міра здатності розчинника до гідрофобних (ліпофільних) взаємодій, заснована на коефіцієнті розподілу розчиненого (Р) між 1-октанолом та водою. Застосовується в кореляційному аналізі, при цьому поведінка заміщених бензенів можна описати π-константами замісників, що визначаються подібно до констант Гаммета:
π= log P– log P0,
де Р0 — коефіцієнт розподілу між органічною та водною фазами для незаміщеної сполуки, Р — те саме для заміщеної за однакових умов. Є різні шкали π-констант замісників залежно від взятої за стандарт серії речовин.